# Aresta Mittellegi

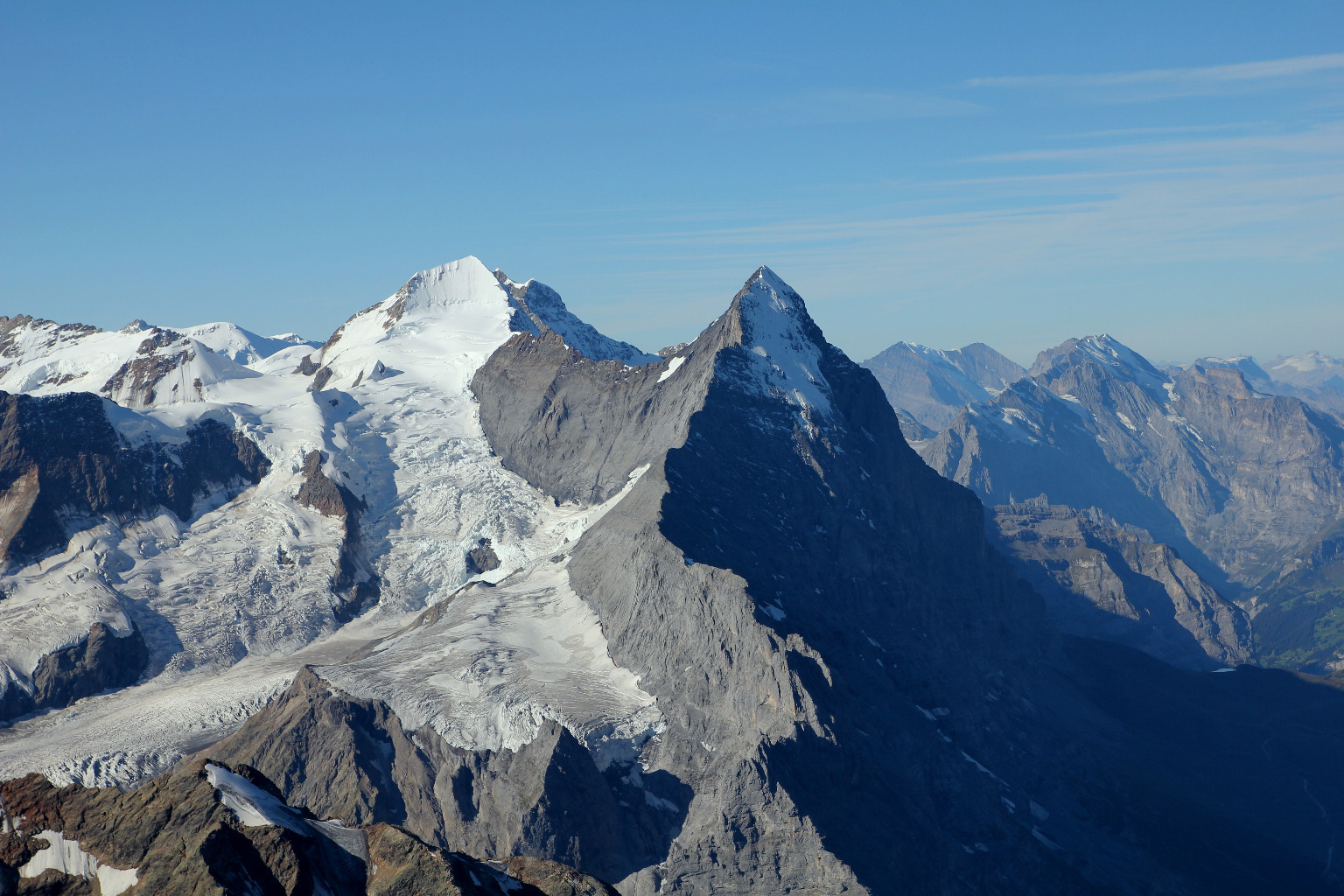
L'Eiger amb l'aresta Mittellegi.
A la dreta (obaga) la cara nord-est i la cara nord. A l'esquerra (solana) la cara est i el Mönch

Mapa de l'Eiger

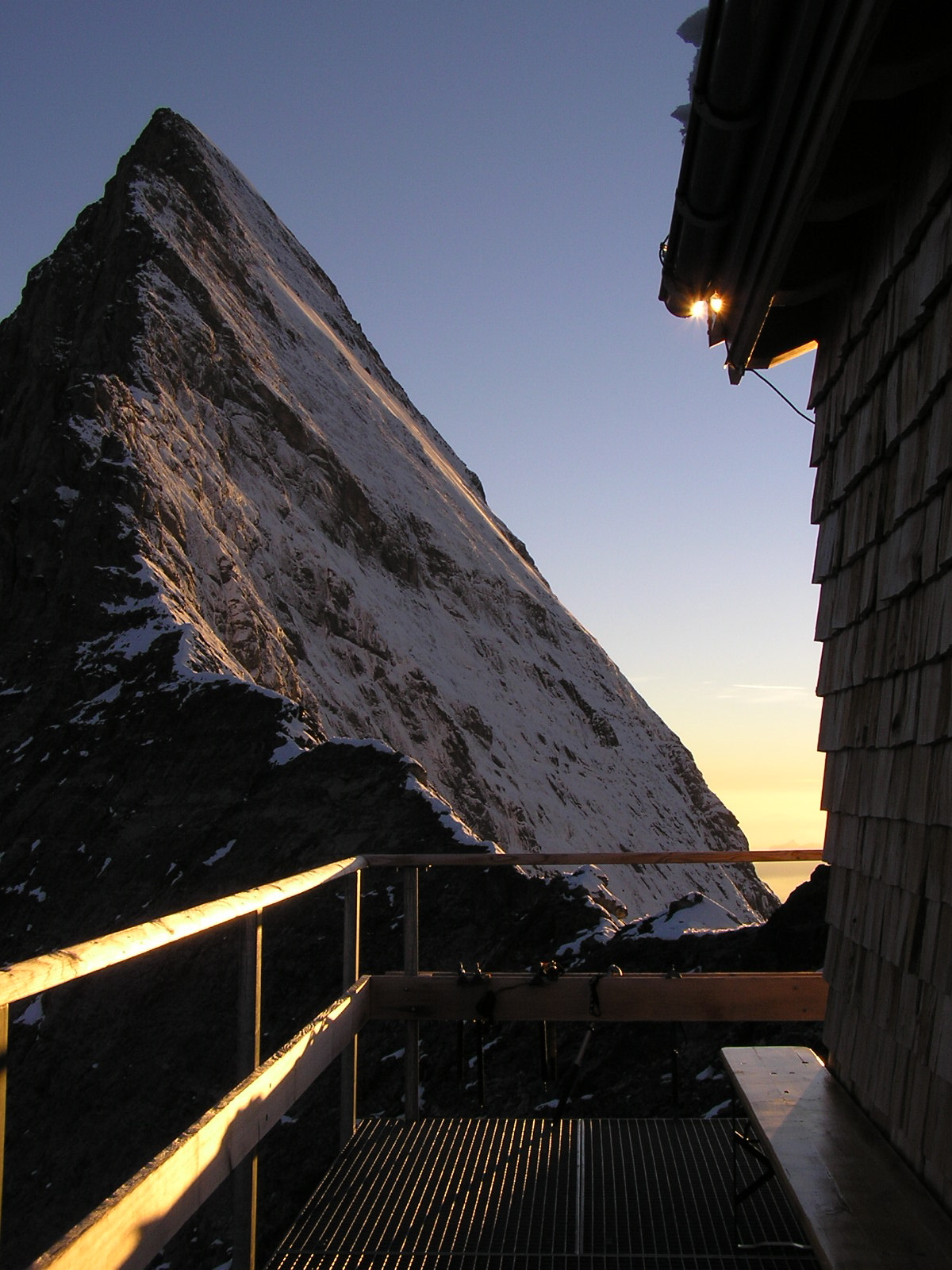
L'aresta vista des del refugi Mittellegi

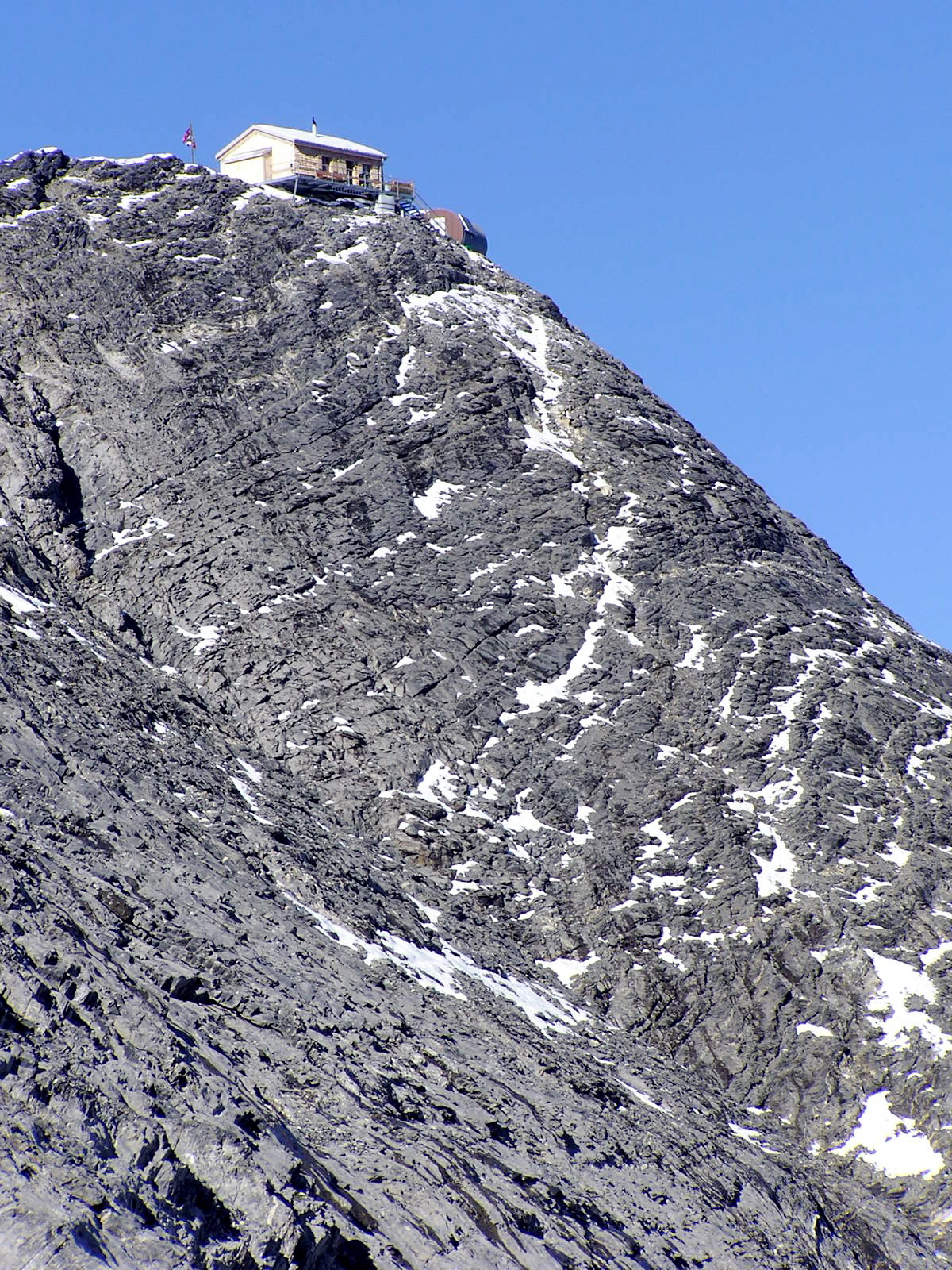
Refugi Mittellegi

L'aresta Mittellegi és l'aresta nord-est de la muntanya dels Alps suïssos anomenada Eiger (3.970 msnm). En alemany s'anomena Mittellegigrat.
L'Eiger és un cim del grup de la Jungfrau, a l'Oberland bernès, al cantó de Berna. Està a la vall de Grindelwald, poble turístic proper a Interlaken, dins del domini Alps suïssos Jungfrau-Aletsch (Patrimoni de la Humanitat - UNESCO).
L'aresta Mittellegi se situa separant el vessant est de la muntanya de la cara nord-est (en la seva part més baixa), i de la cara nord o Eigernordwand a la part més alta.
Constitueix una de les vies d'escalada clàssiques de l'Eiger.
A l'inici de la ruta que la recorre, se situa la cabana del refugi Mittellegi o Mittellegihütte (3.355 msnm), al qual s'accedeix en unes dues hores des de l'estació Eismeer (3.159 msnm) de la línia de tren cremallera Jungfraubahn. Aquest ferrocarril uneix l'estació de Kleine Scheiddeg a la vall de Grindelwald amb la del coll de la Jungfrau o Jungfraujoch, qué és l'estacio de ferrocarril més alta d'Europa, per un túnel que travessa l'interior de la muntanya de l'Eiger.

## Història
Fou escalada per primera vegada pel japonés Yuko Maki el 10 de setembre de l'any 1921, en companyia dels guies de Grindelwald Fritz Steuri, Samuel Brawand i Fritz Amatter. Aquest últim ja havia descendit l'aresta amb anterioritat.
Hi ha registres de diversos intents infructuosos a l'última meitat del segle xix com els dels anglesos germans Harley amb Rubi i Kaufmann el 1874.
El primer descens documentat és el de l'austríac Moritz von Kuffner amb Alexander Burgener, Joseph Maria Biner i Anton Kalbermatten, el 3 de juliol de 1885.
La primera hivernal la van fer els guies Fritz Amatter (als 68 anys) i Fritz Kaufmann el 12 de febrer de 1934
Yuko Maki va fer una donació de 10.000 francs per la construcció del refugi Mittellegi, perquè servís d'aixopluc als muntanyencs que volguessin pujar per l'aresta. En el primer ascens, Maki i els seus guies, es van veure obligats a bivaquejar a l'inici de l'aresta. La construcció va tenir lloc l'any 1924, a una alçada de 3.355 msnm. Aquesta cabana fou renovada el 1986, i se li va afegir una construcció en tub d'alumini que afegia 12 places més a les 16 inicials, i que s'utilitza encara com a sala d'hivern. L'any 2001, l'Associació de Guies de Muntanya de Grindelwald hi va instal·lar un refugi completament nou de 30 places, amb sala, cuina i un allotjament pel guarda. El vell Mittellegihütte va ser transportat sencer amb un helicòpter, i ara està al museu de l'estació d'Eigergletscher del ferrocarril Jungfraubahn.

## Ascensions catalanes
La primera ascensió catalana documentada la varen fer Salvador Viola i Vicenç Tejedo, tots dos membres de la Unió Excursionista de Catalunya de Barcelona, el 17 d'agost de 1973. El descens fou per l'aresta oest.
Hi ha publicades altres ressenyes d'ascensions posteriors. Per Ramon Cot, Pere Busquets, Josep Feliu i Jaume Gomis, tots ells membres de l'Agrupació Científico-Excursionista de Mataró el 5 d'agost de 1975, amb descens per l'aresta oest. Per P. Torà, JG Casola i J Jover el 1986, i per David Mengual Padròs el 2007.
Eduard Sallent, alpinista osonenc de la Unió Excursionista de Vic, al seu llibre "Per ser tan blanca. Del Nanga Parbat a l'Eiger", fa el relat de la seva ascensió per l'aresta Mittellegi.
El programa "Temps d'aventura" de Televisió de Catalunya, va dedicar un programa a l'Eiger amb una filmació de l'ascensió per l'aresta Mittellegi.

## Escalada
És una de les vies d'escalada clàssiques de l'Eiger i per extensió dels Alps.
Està catalogada com "D" (difícil). La dificultat mitjana és de III grau, en terreny mixt, amb passos de IVinf / 45°, en funció de les condicions.
El desnivell és d'uns 600 metres (des del refugi), i amb bones condicions l'horari és d'unes 6 hores.
El conjunt de l'ascensió se sol fer en dos dies, començant a l'estació d'Eismeer, arribant en unes dues hores al refugi Mittellegihütte, on es pernocta, per seguir amb l'aresta pròpiament dita el segon dia.
Combina trams d'aresta nevada amb aresta de roca.
Presenta zones de gran exposició per tenir trams de cresta molt esmolada, i ressalts verticals que obliguen a entrar a la cara nord per superar-los.
Tanmateix, està equipada amb trams de cordes fixes i maromes per suavitzar-ne la dificultat, així com parabolts i altres ancoratges més antics. Cal fer un ràpel d'uns 5 metres abans d'un gendarme conegut com a Grosser Turm a 3692 msnm.
El seu tram final, a tota cresta, és l'última dificultat de la via Heckmair o via clàssica de la cara nord, permetent l'accés al cim des de la gelera somital d'aquesta última.
El descens se sol fer per la ruta de l'aresta oest fins a l'estació d'Eigergletscher, o bé per l'aresta sud fins al refugi del coll del Mönch (Monchsjochhütte 3.567 msnm) i d'aquí a l'estació del Jungfraujoch. No s'ha de subestimar el descens, especialment amb males condicions atmosfèriques, ja que no és exempt de riscos, especialment amb mal temps. Hi ha referències d'accidents mortals durant el descens per aquestes vies que són les mateixes que s'usen per baixar quan es fa la cara nord.